# جزين (مقاطعة فريدونكنار)
جزين (بالفارسية: جزین) هي منطقة سكنية تقع في مازندران في إيران. يقدر عدد سكانها بـ 422 نسمة .